# Рудберг, Омар
Омар Жозуэ Рудберг (швед. Omar Josúe Rudberg), при рождении Омар Жозуэ Гонзалес (исп. Omar Josué González); род. 12 ноября 1998, Анако) — шведский певец, актёр и танцор венесуэльского происхождения.
Рудберг родился 12 ноября 1998 года в Анако, штат Ансоатеги в Венесуэле. В возрасте шести лет переехал в Швецию. В 2010 году выступил на шведском шоу талантов «Talang», а впоследствии трижды, в 2017, 2019 и 2022 годах, на «Melodifestivalen», шведском отборе на конкурс песни «Евровидение». В 2013—2017 годах входил в состав поп-группы «FO&O», после распада коллектива начал сольную карьеру. Известен главной ролью в драматическом сериале «Молодые монархи» (2021—2024).

## Биография
Омар Рудберг родился в Венесуэле, но переехал в Швецию в городок Оса коммуны Кунгсбакка в 30 километрах от Гётеборга в возрасте 6 лет. Фамилию Рудберг получил по приёмному отцу.
В 2010 году Омар принял участие в шоу талантов «Talang», исполнив песню Рики Мартина «Livin' La Vida Loca».
В 2013—2017 годах Рудберг был участником бойзбенда FO&O, известного также как the Fooo. В 2017 году группа приняла участие в конкурсе «Melodifestivalen», шведском отборе на «Евровидение», с песней «Gotta Thing About You». В том же году группа объявила о приостановке деятельности, а участники сконцентрировались на сольной карьере.
Первый сольный сингл Рудберга «Que pasa», созданный совместно со шведским рэпером Lamix, вышел в 2018 году, за ним последовал сингл «La mesa» совместно с рэпером Elias Hurtig. В 2019 году музыкант вновь принял участие в «Melodiefestivalen», представив песню «Om om och om igen». Эта композиция достигла 11 места в шведских чартах.
В 2021 году музыкант записал композицию «Alla ba ouff» для рекламной кампании Coca Cola.
В этом же году Рудберг дебютировал как актёр, сыграв в драматическом сериале «Молодые монархи» (3 сезона, по 6 серий в каждом). Ему досталась одна из двух главных ролей (другую исполнил актёр Эдвин Рюдинг).

## Награды и номинации
| Награды и номинации                                           | Награды и номинации | Награды и номинации                        | Награды и номинации | Награды и номинации | Награды и номинации |
| Награда                                                       | Год                 | Категория                                  | Номинант            | Результат           |                     |
| ------------------------------------------------------------- | ------------------- | ------------------------------------------ | ------------------- | ------------------- | ------------------- |
| Международный кинофестиваль в Стокгольме                      | 2021                | Восходящая звезда                          | «Молодые монархи»   | Номинация           |                     |
| Gaygalan Awards (англ.)                                       | 2022                | Лучший дуэт (совместно с Эдвином Рюдингом) | «Молодые монархи»   | Победа              |                     |
| Шведская телевизионная премия «Кристалл» (Kristallen (англ.)) | 2022                | Лучший актёр второго плана                 | «Молодые монархи»   | Номинация           |                     |